# Neritiliidae
Neritiliidae is een familie van weekdieren uit de klasse van de Gastropoda (slakken).

## Geslachten
- Laddia Kano & Kase, 2008
- Micronerita Kano & Kase, 2008
- Neritilia Martens, 1875
- Pisulina G. Nevill & H. Nevill, 1869
- Platynerita Kano & Kase, 2003
- Siaesella Kano & Kase, 2008
- Teinostomops Kano & Kase, 2008